# Hưng Yên
Hưng Yên és una ciutat del nord del Vietnam, capital de Hưng Yên, la província del mateix nom, situada al marge esquerre del riu Vermell, al sud de la província, a aproximadament 60 quilòmetres al sud de Hanoi. La seva població era de 121.486 habitants l'any 2008. El seu antic port fluvial (Pho Hien) és famós per les seves pagodes i els seus temples.

## Subdivisions administratives
La ciutat administra:
- Set districtes (phường): Le Loi, Quang Trung, Minh Khai, Hien Nam, Lam Son, Hong Chau, An Tao.
- Cinc comunes rurals (xã): Bao Khe, Trung Nghia, Lien Phuong, Hong Nam, Quang Chau.

## Patrimoni arquitectònic
- Pagoda de Chuông
- Temple de la Literatura (en vietnamita: Văn miếu Xích Đằng)

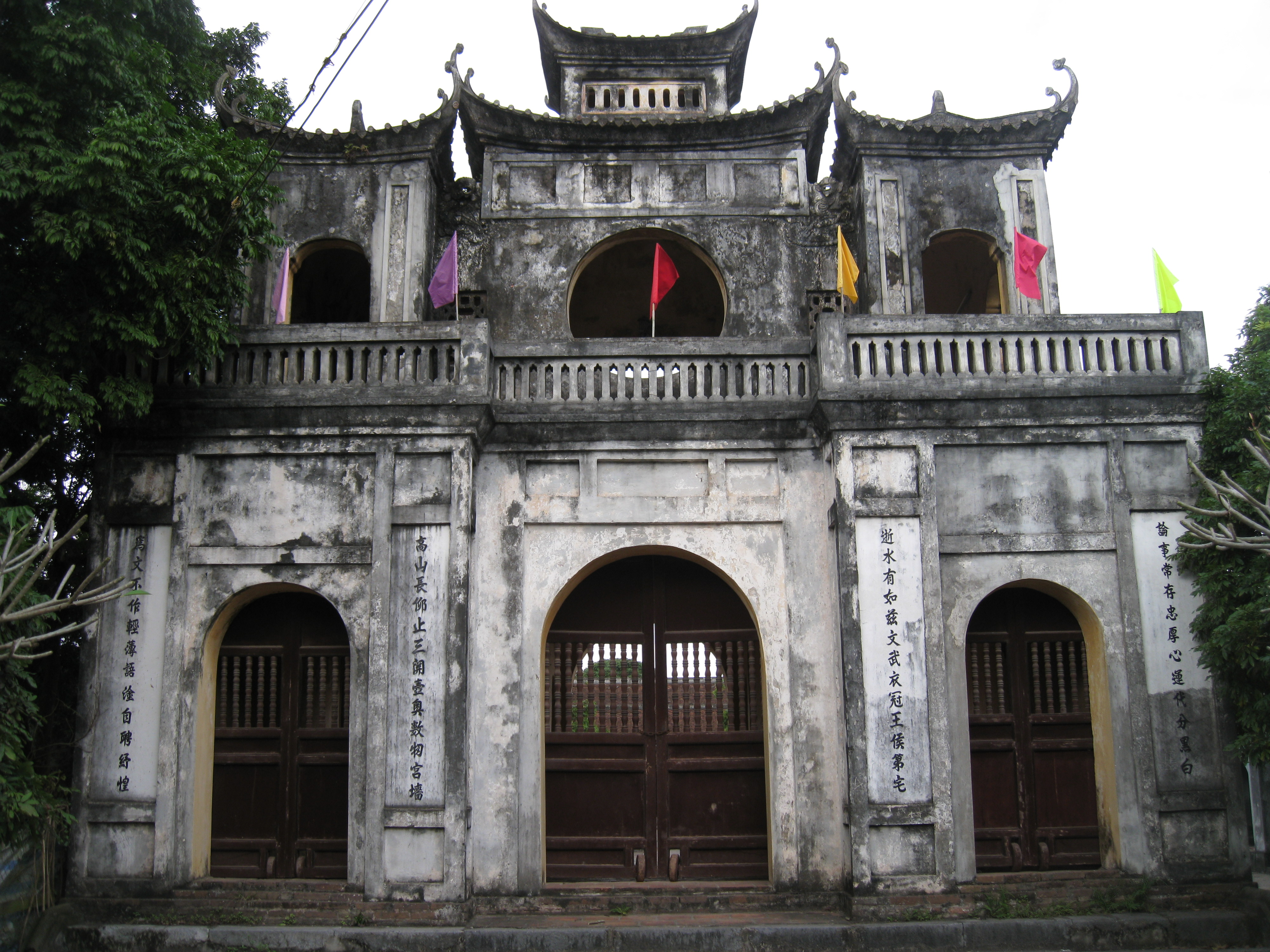
Entrada del temple de la Literatura